# De Havilland Canada
Die De Havilland Aircraft of Canada Ltd. ist ein kanadischer Flugzeughersteller mit Sitz in Calgary. Das Unternehmen ist eine Tochtergesellschaft der Longview Aviation Capital Corp. (LAC).

## Geschichte

### De Havilland Canada Company

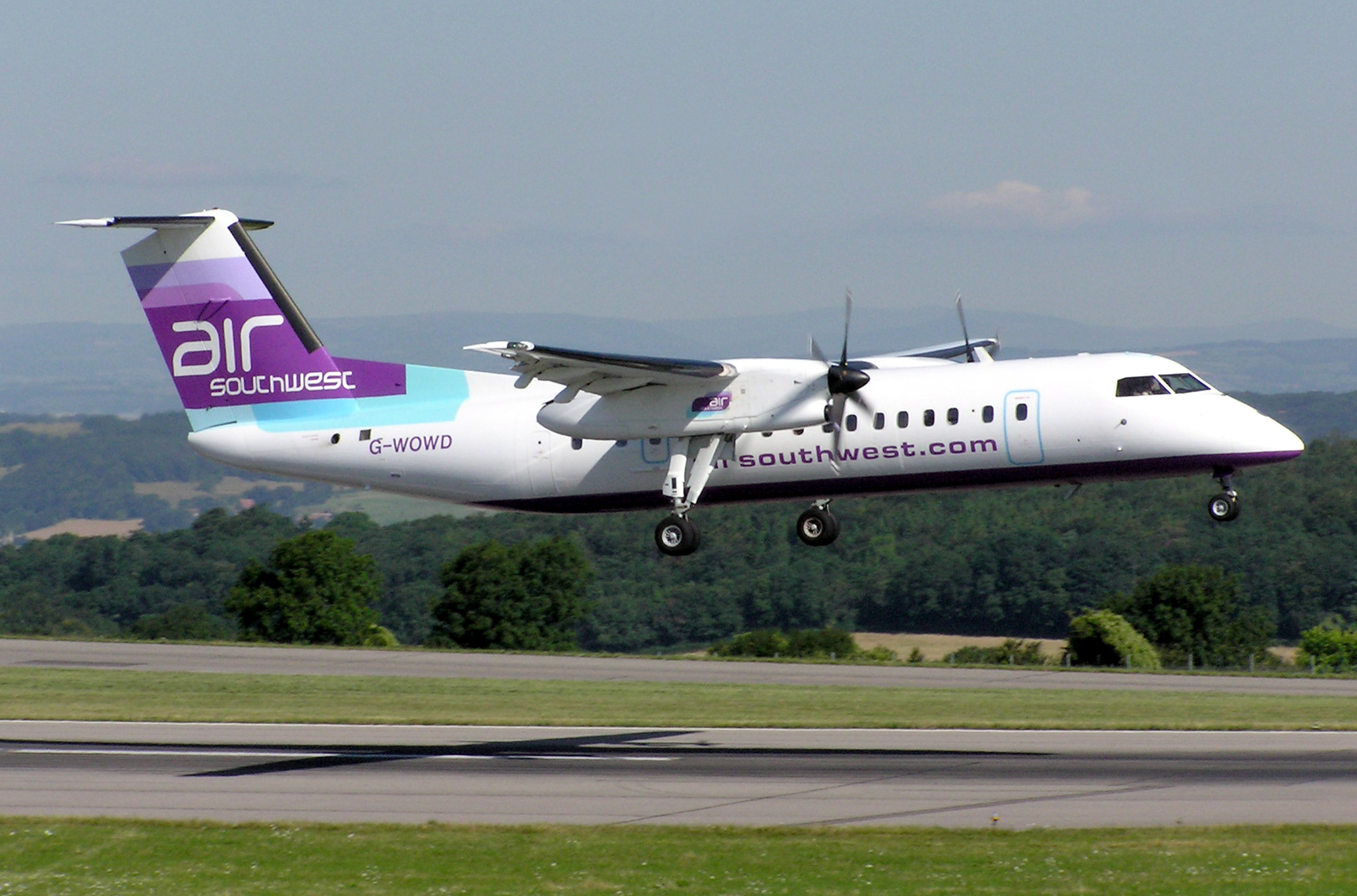
DHC-8 der britischen Air Southwest

Die De Havilland Canada Company (DHC) wurde 1928 von der britischen De Havilland Aircraft Company gegründet. Die Produktion bestand zunächst aus Tiger-Moth-Schulflugzeugen. Während des Zweiten Weltkriegs wurden auch 1134 Kampfflugzeuge des Typs Mosquito produziert.
Nach dem Zweiten Weltkrieg begann De Havilland Canada mit der Entwicklung eigener Flugzeugtypen, die meist den besonderen Bedingungen in Kanada angepasst waren. Darüber hinaus wurden weiterhin Typen der britischen Konzernmutter hergestellt. Als Lizenzproduktion entstand das amerikanische U-Boot-Jagdflugzeug Grumman S2F Tracker.
Im Jahr 1962 übernahm DHC das Flugzeugwerk der Avro Canada von Hawker Siddeley, dem neuen Eigentümer von de Havilland Großbritannien.
De Havilland Canada wurde in den 1970er Jahren verstaatlicht. Anschließend wurde das Unternehmen privatisiert und 1986 an Boeing verkauft. Im Jahr 1992 kam es in den Besitz der Bombardier Aerospace. Das Unternehmen wurde aufgelöst und in Bombardier Aerospace integriert.
Auf dem ehemaligen Werksgelände am Downsview Airport war das Toronto Aerospace Museum angesiedelt.
Die Rechte an den nicht mehr produzierten Typen DHC-1 Chipmunk, DHC-2 Beaver, DHC-3 Otter, DHC-4 Caribou, DHC-5 Buffalo, DHC-6 Twin Otter und DHC-7 gehören seit Februar 2006 der kanadischen Viking Air, welche die Produktion der DHC-6 Twin Otter unter der neuen Serienbezeichnung DHC-6-400 ab 2008 wieder aufgenommen hat. Viking Air ist eine Tochtergesellschaft von Longview Aviation Capital.
Am 8. November 2018 wurde bekannt, dass Bombardier die Rechte, die Produktion und die weltweite Wartung der DHC-8 für 300 Millionen US-Dollar an Longview Aviation Capital verkaufen möchte, diese wollte auch die Marke De Havilland übernehmen.

### De Havilland Aircraft of Canada

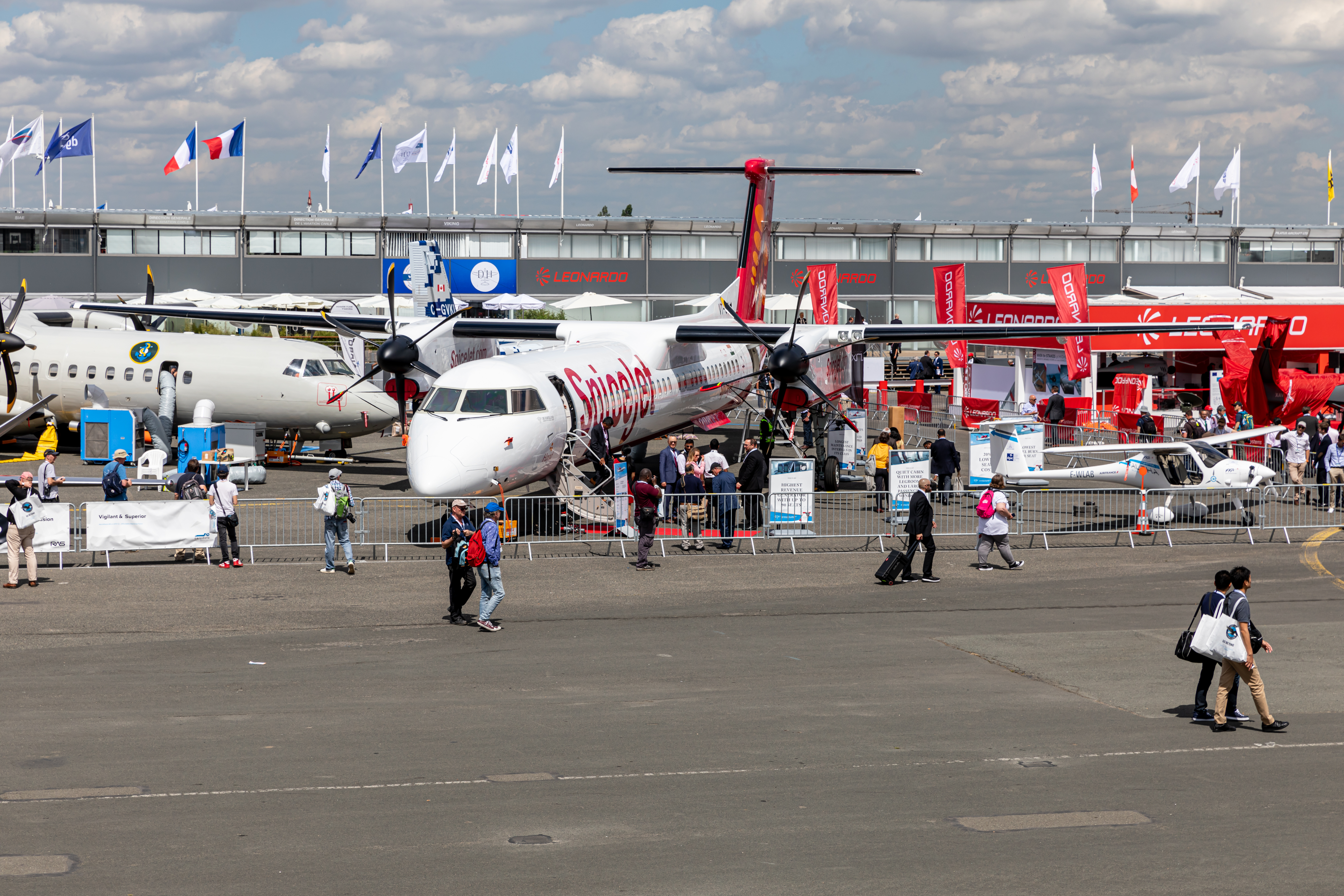
De-Havilland-Relaunch auf der Pariser Luftfahrtschau 2019

Longview Aviation Capital gründete am 3. Juni 2019 De Havilland Aircraft of Canada. Der Start erfolgt mit dem formellen Abschluss der Transaktion, durch die Longview Aviation Capital das gesamte DHC-8-Programm einschließlich der Serien 100, 200 und 300 sowie das 400-Serienprogramm von Bombardier Aerospace übernahm. 2022 verlegte das Unternehmen seinen Sitz nach Calgary in Alberta. Im südlichen Alberta sollte eine neue Produktionsstätte gebaut werden.

## Ehemalige Flugzeugtypen

### Ehemalige Flugzeugtypen, in Lizenz gebaut
De Havilland Canada Company baute zunächst die Trainingsmaschine De Havilland DH.82 Tiger Moth und weitere Typen der Moth-Familie. Nachdem die Ausbildung von Piloten des Commonwealth während des Zweiten Weltkriegs nach Kanada verlegt worden war, stieg die Produktionszahl dieses Typs auf 1.747 Exemplare. Parallel dazu entstanden im Krieg 1.134 Kampfflugzeuge des Typs De Havilland DH.98 Mosquito.
De Havilland Canada (Grumman) CS2F Tracker
Im Jahr 1954 beschloss die Royal Canadian Navy, ihre Flotte veralteter Grumman TBM Avenger U-Boot-Jagdflugzeuge durch im Inland produzierte lizenzierte Versionen des neuen Grumman S2F Tracker zu ersetzen. Der erste in Kanada gebaute Tracker flog am 31. Mai 1956. Einige dieser Flugzeuge wurden bis in die 1990er Jahre beim kanadischen Militär eingesetzt. Noch im Jahr 2008 wurden 14 dieser Maschinen als Löschflugzeuge eingesetzt (2 in Frankreich bei der Sécurité civile, 12 in Kanada).

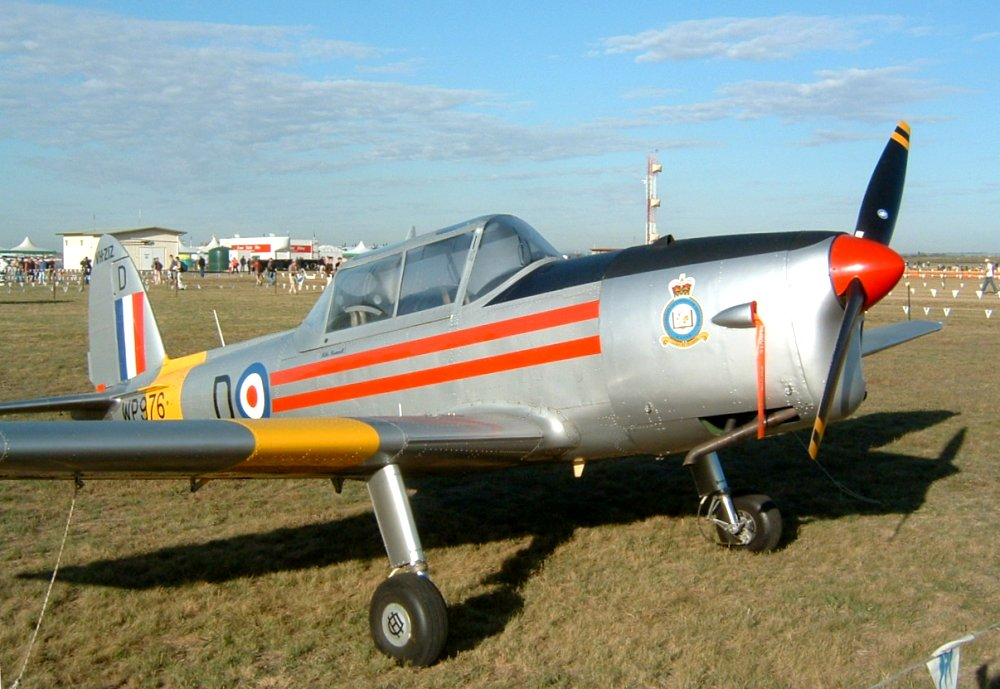
DHC-1 Chipmunk auf dem Avalon Airport, Australien, 2005

### DHC-1 Chipmunk
Das erste bedeutende Nachkriegsprojekt war die DHC-1 Chipmunk von 1946, die als Trainingsflugzeug die veraltete Tiger Moth ablöste. In Kanada entstanden 158 Exemplare für die kanadische Luftwaffe, weitere 740 Maschinen wurden in Großbritannien für die Royal Air Force produziert.

### DHC-2 Beaver
Im Jahr 1947 entstand die DHC-2 Beaver, eine siebensitzige, an die Bedingungen im nördlichen Kanada angepasste einmotorige Maschine. Sie kann wahlweise mit Rädern, Schwimmern oder Skiern ausgestattet werden. Insgesamt entstanden fast 1700 Flugzeuge dieses Typs, darunter 968 der an die USA verkauften Militärversion L-20A Beaver. Von Viking Air wird die DHC-2T Turbo Beaver aus Umbauten gebrauchter Exemplare hergestellt.

### DHC-3 Otter
Die DHC-3 Otter ist mit 13 Plätzen eine vergrößerte Version der DHC-2 Beaver.

### DHC-4 Caribou
Mit der DHC-4 Caribou präsentierte der Hersteller 1958 erstmals ein zweimotoriges Flugzeug. Ein Großteil der Maschinen wurde im Vietnamkrieg eingesetzt.

### DHC-5 Buffalo
Die im Vergleich zur DHC-4 Caribou etwas größere und mit Propellerturbinen ausgerüstete DHC-5 Buffalo von 1964 wurde speziell für das US-Militär entwickelt. Da die erhofften Aufträge aus den USA ausblieben, wurden davon nur 122 Exemplare gebaut.

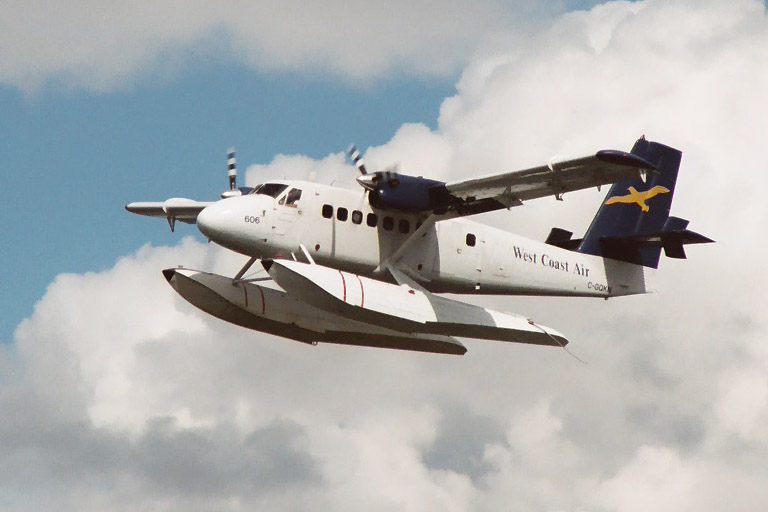
DHC-6 Twin Otter vor Vancouver, Kanada

### DHC-7
Die viermotorige DHC-7 (intern Dash 7 genannt) von 1975 ist ein für 50 Passagiere ausgelegtes Turboprop-Regionalflugzeug. Entwickelt wurde es speziell für kleine Flugplätze. Nach der Übernahme de Havilland Canadas durch Boeing wurde die Produktion 1988 eingestellt.

## Flugzeugtypen

### DHC-515 Firefighter
In Entwicklung befindliches Löschflugzeug auf Basis der Canadair CL-415.

### DHC-6 Twin Otter
Die DHC-6 Twin Otter von 1965 ist mit über 800 Exemplaren das erfolgreichste kommerzielle Flugzeugprogramm Kanadas. Sie war die zweimotorige Nachfolgerin der DHC-3 Otter und konnte ebenfalls mit Skiern und Schwimmern ausgestattet werden. Die Produktion endete 1988. Seit 2008 wird erneut die – mittlerweile modernisierte – DHC-6 Twin Otter in der Form der DHC-6-400 zunächst von Viking Air produziert.

### DHC-8 Dash 8
Die für bis zu 78 Passagiere ausgelegte zweimotorige DHC-8 (intern auch Dash 8 genannt) erlebte 1983 ihren Erstflug. Von 1996 bis 2019 wurde sie vom Hersteller Bombardier Aerospace für Marketingzwecke Bombardier Dash 8Q genannt. Seit der Übernahme der Produktion im Juni 2019 durch De Havilland Aircraft of Canada wird sie Dash 8-400 genannt.